# シルバーリボン
シルバーリボン（SILVER RIBBON）は、脳や心に起因する疾患（障害）およびメンタルヘルスへの理解を促進することを目的として展開されるアウェアネス・リボン運動、もしくはそのシンボル。
1993年にアメリカカリフォルニア州から開始された運動となる。
この運動を象徴するものは、銀色のピンバッジとなる。
シンボルカラーが銀色（シルバー）となった理由は、どんよりした雲の隙間から差し込む来光が希望を含んでいるようで、その来光は銀色に輝いて見えるとのことから創設者のジーン・リーシティが定めた。
脳や心に起因する疾患（障害）を抱える人は相当数に達するとされるが、世間一般的にはそれらの疾患（障害）についてがあまり知られていないこともあり、当事者やその家族らは、誤解や偏見といった様々な社会的障壁に悩まされているのが実情である。シルバーリボン運動はそれらを是正するために、イベントやPR活動を通じて多くの人たちに脳や心に起因する疾患（障害）について「知ってもらう」機会を提供している。　※いわゆる啓発活動を展開している。
シルバーリボン運動には、精神保健福祉や精神科医療の発展、脳や心に起因する疾患（障害）を抱える当事者の人権擁護につながるアプローチが期待されている。

## 発祥と経過
1993年、アメリカのカリフォルニア州に在住の弁護士、ジーン・S.リーシティによって始められた。リーシティの長男が、統合失調症を発病したことから端を発する。
長男が精神疾患を患っているとのことから、周囲からの様々な誤解や偏見に苦しめられたリーシティは、悲しみに打ちひしがれているだけでは何も変わらないと、手作りで銀色のリボンのバッジを作り、それを周囲の人たちにつけてもらい統合失調症への理解を求めた。その取り組みは年月と共にアメリカ国内から世界へと広がり、やがて 「脳や心に起因する疾患（障害）やメンタルヘルスへの理解を促進する」とのメッセージが込められた一大チャリティー運動に発展する。
アメリカ以外の国でシルバーリボン運動が展開されているのは、日本、シンガポール、メキシコ、インドの各国。

## 日本におけるシルバーリボン
2002年、福島県の浜通り地方にある楢葉町から運動が始められる。シルバーリボン日本事務局は同町にある。
2007年、首都圏からシルバーリボン運動を普及させる目的で横浜事務局が設立される。
2011年、東日本大震災の発生とそれに伴う原発事故の発生により、楢葉町にあった日本事務局はいわき市内に移転する。
現在はいわき市内の他に、東京都豊島区内に活動拠点を置き、様々なイベントやPR活動が行われている。